# Homoneura aculeata
Homoneura aculeata är en tvåvingeart som beskrevs av Kim 1994. Homoneura aculeata ingår i släktet Homoneura och familjen lövflugor. Inga underarter finns listade i Catalogue of Life.